# Bisdom Shinyanga
Het bisdom Shinyanga (Latijn: Dioecesis Shinyangaensis) is een rooms-katholiek bisdom met als zetel Shinyanga in Tanzania. Het is een suffragaan bisdom van het aartsbisdom Mwanza. Het bisdom werd in 1956 opgericht en de eerste bisschop was de Amerikaanse missionaris van Maryknoll Edward Aloysius McGurkin. Hoofdkerk is de Mater Misericordiaekathedraal.
In 2017 telde het bisdom 31 parochies. Het bisdom heeft een oppervlakte van 31.500 km². Het telde in 2017 2.733.000 inwoners waarvan 30,5% rooms-katholiek was. 

## Bisschoppen
- Edward Aloysius McGurkin, M.M. (1956-1975)
- Castor Sekwa (1975-1996)
- Aloysius Balina (1997-2012)
- Liberatus Sangu (2015-)